# Katarma
Katarma (en rus: Катарма) és un poble de l'óblast d'Irkutsk, a Rússia, que en el cens del 2010 tenia 43 habitants.